# István Bartakovics
István Bartakovics, též Štefan Bartakovics (* 18. srpna 1939), byl slovenský a československý politik maďarské národnosti, po sametové revoluci poslanec Slovenské národní rady a Sněmovny lidu za hnutí Együttélés.

## Biografie
Ve volbách roku 1990 byl zvolen za MKDH do Slovenské národní rady. Ve volbách roku 1992 zasedl do Sněmovny lidu za Maďarské křesťanskodemokratické hnutí, které kandidovalo společně s hnutím Együttélés. Ve Federálním shromáždění setrval do zániku Československa v prosinci 1992.